# 급성 백혈병
급성 백혈병은 백혈병 진단 중 심각한 상태의 질병을 말한다.
급성 백혈병의 형태는 다음과 같다:
- 급성 골수성 백혈병
  - 급성 적혈구 백혈병
- 급성 림프모구 백혈병
  - T세포 급성 림프모구 백혈병
    - 성인 T세포 백혈병
- 폭발 위기의 만성 골수성 백혈병

| Disambiguation icon | 이 문서는 명칭이 같고 같은 종류에 속하는 여러 대상을 연결하는 색인 문서입니다. |